# Обелиск казнённым декабристам
Обелиск казнённым декабристам — мемориал в Санкт-Петербурге. Расположен в саду Декабристов у пересечения Наличной и Уральской улиц. Обелиск установлен на предполагаемом месте захоронения руководителей восстания декабристов, казнённых в 1826 году. Памятник является объектом культурного наследия федерального значения.

## История
После подавления восстания декабристов 13 июля 1826 года в Петропавловской крепости были повешены его руководители П. И. Пестель, К. Ф. Рылеев, С. И. Муравьёв-Апостол, П. Г. Каховский и М. П. Бестужев-Рюмин. Согласно большинству источников, их похоронили на острове Голодай, где в то время хоронили бродяг и самоубийц. Накануне столетия восстания декабристов начались поиски места их захоронения для установки там памятника.
25 июля 1926 года состоялась церемония закладки будущего памятника декабристам. Проект памятника выполнил В. Н. Бобров. Согласно его задумке, это должен был быть обелиск высотой 23 метра, стоящий на усыпальнице высотой 7 метров. Предполагалось, что памятник также будет играть роль маяка для местного яхт-клуба и даже служить убежищем при наводнениях. Однако поиски останков декабристов не увенчались успехом, и замысел Боброва воплощён не был.
В своём нынешнем виде памятник на месте закладного камня был сооружён лишь в 1940 году. Это обелиск из чёрного полированного гранита, установленный на постаменте из полированного розового гранита. В основании постамента — закладной камень 1926 года с посвятительной надписью: «1826-1926 г.г. /Заложен в память столетия /казни Декабристов /П. И. Пестеля, К. Ф. Рылеева, /С. Муравьёва-Апостола, /М. Бестужева-Рюмина, П. Г. Каховского /1913 (25) VII /26 / В. О. Райисполком». Общая высота памятника составляет 3 м.